# Adrian Germanus
Adrian Germanus (Hannover, 22 settembre 1955) è un ex schermidore tedesco, vincitore di due medaglie d'argento ed una di bronzo ai campionati mondiali di scherma.